# Karol Mathea

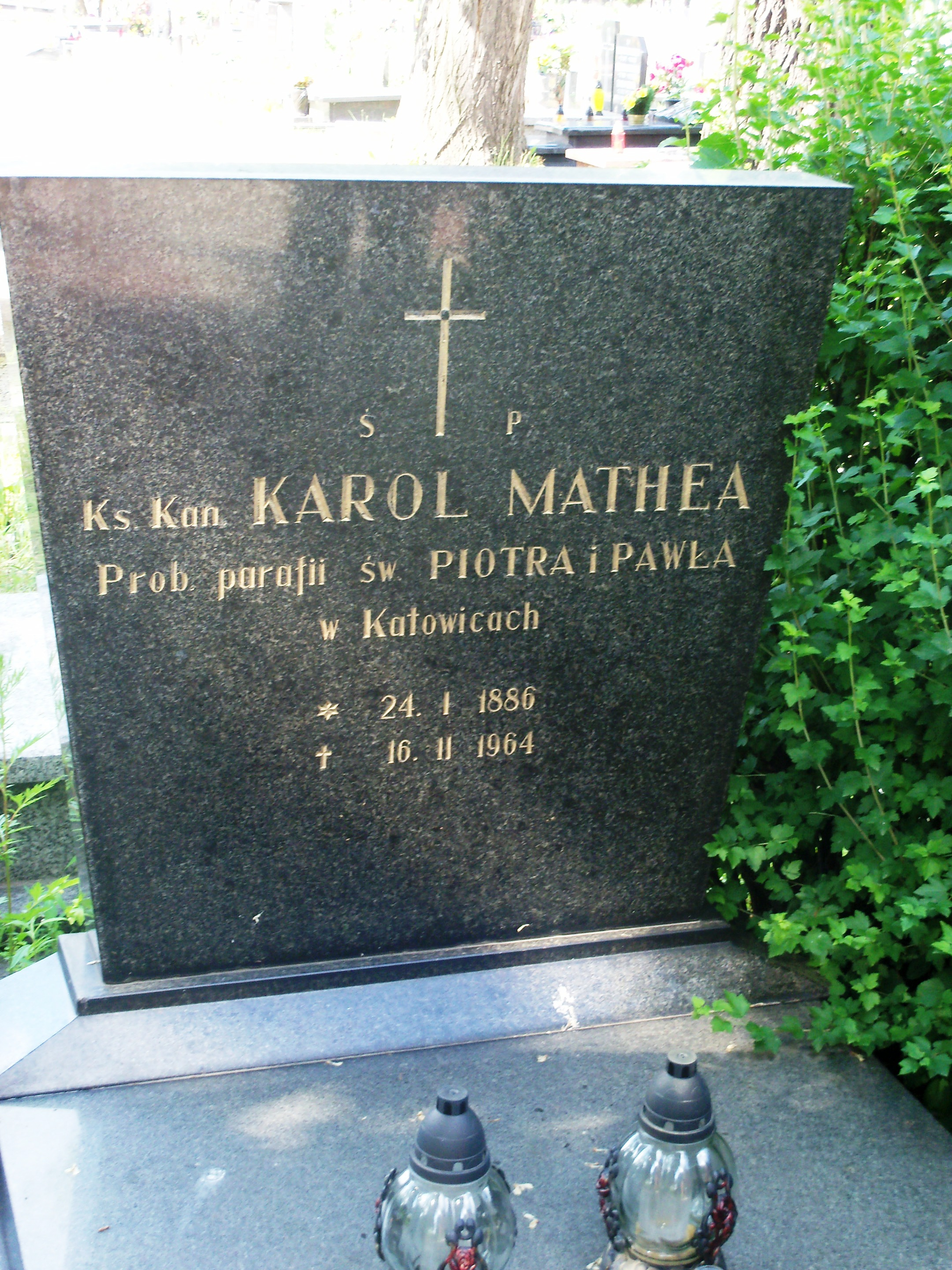
Grób Karola Mathei na katowickim cmentarzu przy ul. Gliwickiej 32

Karol Mathea (ur. 24 stycznia 1886 w Raszowej, zm. 16 lutego 1964) – polski ksiądz katolicki, działacz społeczny i polityczny, poseł na Sejm Śląski I kadencji w II RP.

## Życiorys
Święcenia kapłańskie otrzymał 21 czerwca 1911. Po wybuchu I wojny światowej został kapelanem, potem proboszczem wojskowym w stopniu majora. Powstaniec śląski. Poseł na Sejm Śląski I kadencji. Proboszcz parafii św. Ap. Piotra i Pawła w Katowicach w latach 1923–1964, w czasie okupacji niemieckiej odsuwany ze stanowiska. Został pochowany na cmentarzu parafialnym przy ul. Gliwickiej w Katowicach.